# Echeveria gibbiflora
Espèce
Synonymes
- Cotyledon gibbiflora (DC.) Baker (1869)
- Echeveria grandifolia Haworth (1828)
- Echeveria campanulata Kunze (1843)[1]

Classification APG IV (2016)
Echeveria gibbiflora est une espèce de plante à fleurs de la famille des Crassulaceae,,. Elle a été décrite par le botaniste suisse Augustin Pyrame de Candolle en 1828. Elle vit au Mexique et au Guatemala.

## Description
Echeveria gibbiflora est une grande espèce du genre Echeveria,, qui produit des rosettes de 15 feuilles et une grande tige florale pouvant atteindre 1 m de hauteur et portant en moyenne 160 boutons. Les fleurs rouges, tubulaires font environ 2,5 cm de long ; elles possèdent 10 étamines et 5 styles,. Elles s'ouvrent entre septembre et janvier,. Chaque fruit, une fois sec, laisse échapper environ 200 petites graines.

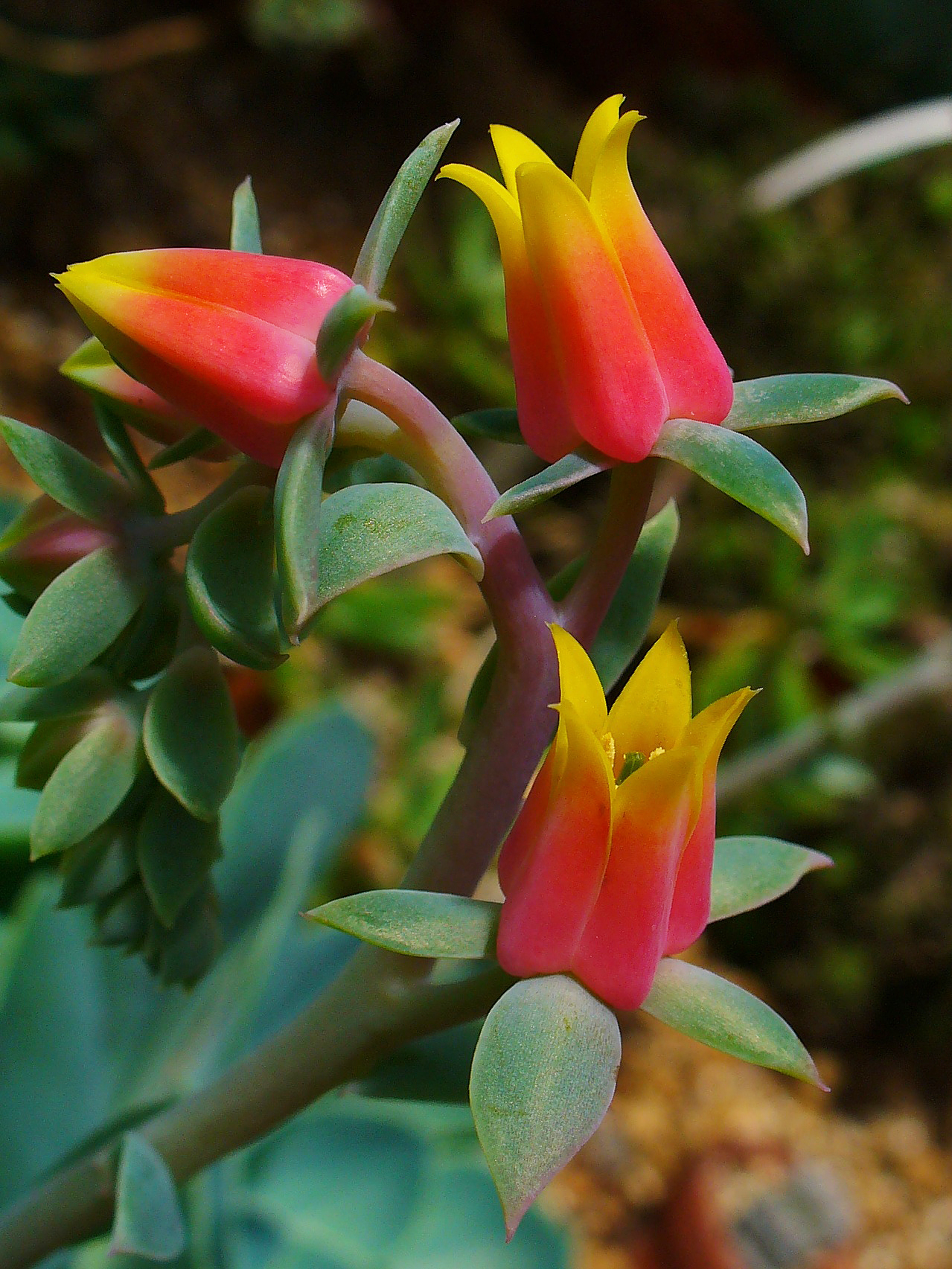
Fleurs.

## Usages
Echeveria gibbiflora a été utilisé dans la médecine traditionnelle du Mexique comme contraceptif féminin, en rinçage vaginal après les rapports sexuels,.
L'espèce possède plusieurs cultivars, E. gibbiflora 'Carunculata' (ou 'Caronculata'), E. gibbiflora 'Metallica' et E. gibbiflora 'Violescens'.